# Citheronia regalis
Citheronia regalis is een Noord-Amerikaanse vlinder uit de familie der nachtpauwogen (Saturniidae).
De imago heeft een vleugelbreedte van 9,5 tot 15,5 centimeter.

## Levensloop
De vlinder gebruikt Carya glabra, Carya illinoensis, Carya ovata, Cephalanthus occidentalis, Corylus, Diervilla, Diospyros virginiana, Fraxinus, Gossypium herbaceum, Juglans cinerea, Juglans nigra, Juglans regia of Ligustrum als waardplanten. De gele eitjes met een diameter van 2 mm worden in groepjes van één tot drie aangebracht een blad van de waardplant. Beide zijden van het blad kunnen worden gebruikt. Na 6 tot 10 dagen komen de eitjes uit. De rups begint dan te eten. De rups doorloopt zes stadia en vervelt dus vijf keer. Na elke vervelling ziet ze er anders uit. Pas in haar zesde stadium heeft de rups de groene kleur en grote rode hoorns (ze gebruikt deze niet om te steken). De rups wordt 15 cm groot. Nadien graaft de rups zich in waarna ze verpopt. De pop blijft soms twee jaar overliggen.

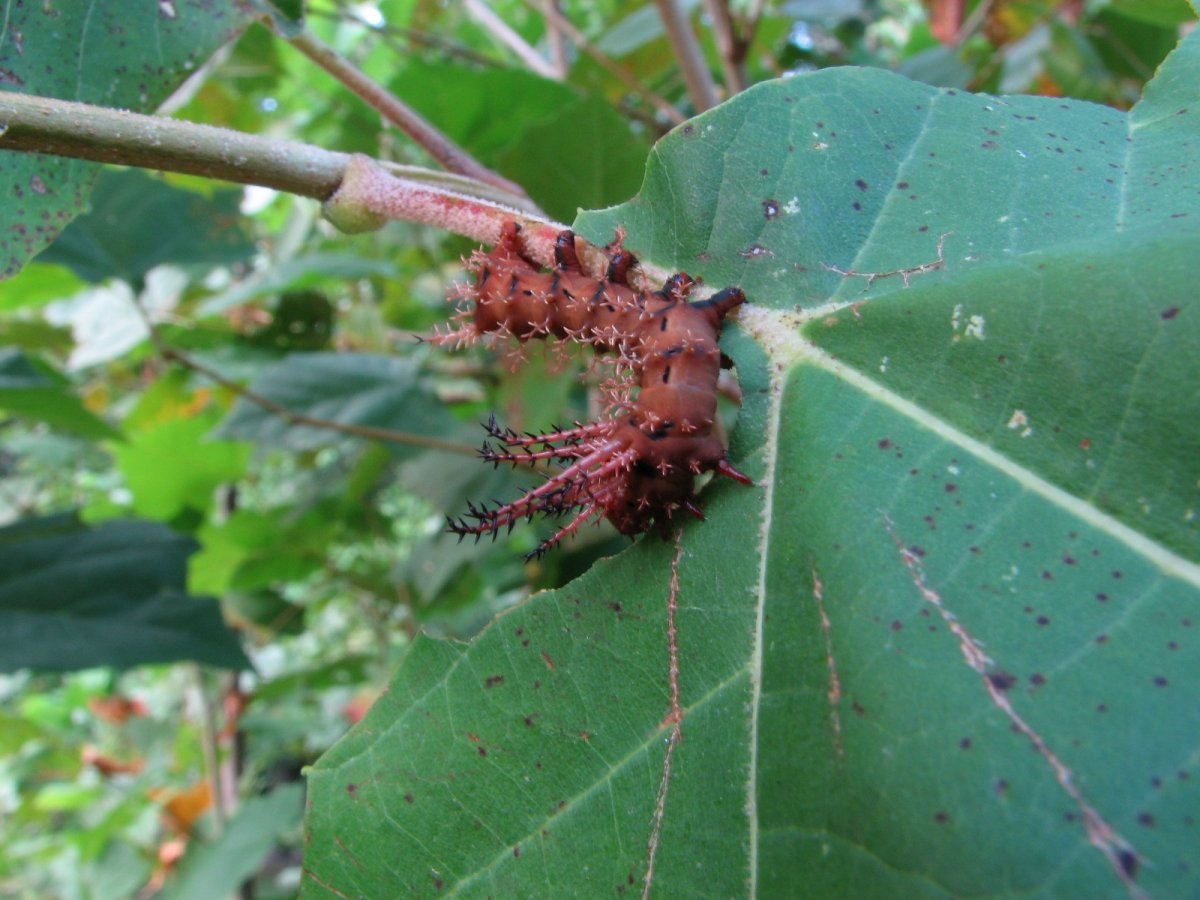
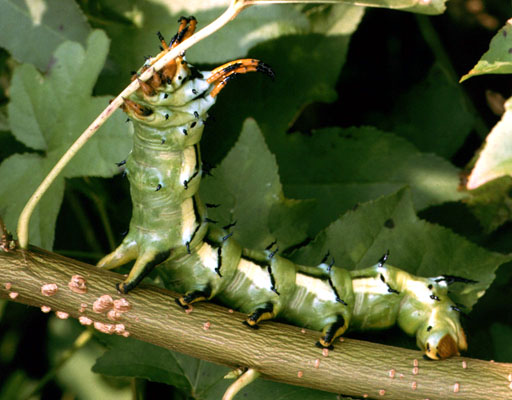
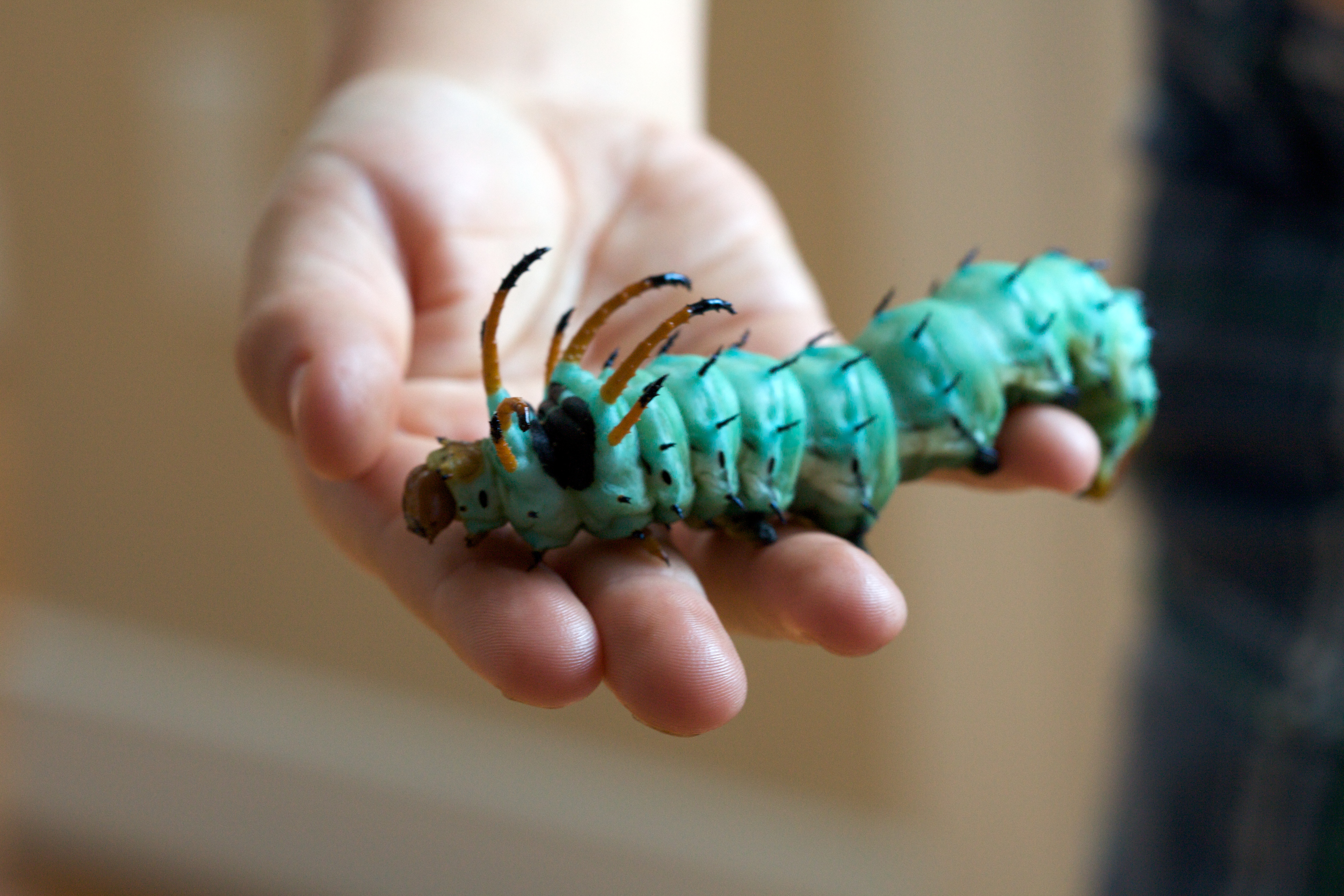

Nadat de vlinder is uitgekomen en zijn vleugels heeft opgepompt met hemolymfe, lokken de vrouwtjes de mannetjes met hun feromonen. Na de paring legt het vrouwtje eitjes en sterft ze. Het mannetje leeft enkele weken wat hem de kans geeft met meerdere vrouwtjes te paren. De mot heeft gereduceerde monddelen en kan als imago geen voedsel meer tot zich nemen. Het typische vliegseizoen is van juni tot augustus.